# Prvenstvo Hrvatske u dvoranskom hokeju 1992.
Prvo prvenstvo Republike Hrvatske u dvoranskom hokeju, igranom 1992., je osvojio Marathon iz Zagreba.
Prvenstvo je igrano između 16. siječnja i 28. ožujka 1992.

## Konačni poredak
1. Marathon (Zagreb)
2. Jedinstvo (Zagreb)
3. Zelina (Sveti Ivan Zelina)
4. Mladost (Zagreb)
5. Centar (Zagreb)
6. Bratstvo (Zagreb)
7. Trešnjevka (Zagreb)
8. Akademičar (Zagreb)
9. Zagreb (Zagreb)
10. Concordia (Zagreb)